# Seegefecht um den Espero-Konvoi
Das Seegefecht um den Espero-Konvoi am 28. Juni 1940 war das erste Überwassergefecht zwischen italienischen und alliierten Kriegsschiffen im Zweiten Weltkrieg. Drei italienische Zerstörer fuhren von Tarent nach Tobruk in Libyen, um eine Einheit Schwarzhemden (Milizia Volontaria per la Sicurezza Nazionale) für den Fall eines Panzerangriffs der Briten aus Ägypten bereitzustellen.
Britische Flugzeuge aus Malta entdeckten die italienischen Zerstörer und das 7. Kreuzergeschwader wurde entsandt, um sie abzufangen. Es kam zu einem Gefecht südwestlich von Kreta, bei dem die Zerstörer durch ihre Ladung und die widrige See behindert wurden. Der italienische Zerstörer Espero wurde versenkt, als er die Flucht der Zerstörer Zeffiro und Ostro nach Bengasi deckte. 53 der 225 Besatzungsmitglieder konnten gerettet werden, drei von ihnen erlagen ihren Verletzungen.

## Hintergrund

Italienische Versorgungslieferungen für das italienische Libyen (Libia Italiana) wurden in den Häfen von Tripolis, Bengasi und Tobruk, sowie in Derna und Bardia abgeladen. Nach der Ankunft mussten Nachschub und Männer mit Lastwagen oder kleinen Küstenschiffen transportiert werden. In Anbetracht der überwältigenden britischen Überlegenheit, legte Marschall Pietro Badoglio, der Stabschef des italienischen Heeres, Ende 1939 eine Strategie zur Aufrechterhaltung der inneren Sicherheit und zur Bereitstellung von Nachschub für ein Jahr fest. Am 9. April traf Badoglio mit den drei Chefs der Streitkräfte zusammen und verkündete den

„… festen Entschluss des Duce, zu einem Zeitpunkt und an einem Ort seiner Wahl zu intervenieren“

Er befahl, dass die Regio Esercito (Königliche Armee Italiens) in der Defensive bleiben sollte, während die Regia Marina  (Königliche Italienische Marine) und die Regia Aeronautica (Königliche Luftwaffe Italiens) offensive Operationen durchführen sollten. Am 30. Mai befahl Badoglio den Chefs der Streitkräfte, bis zum 5. Juni für die Kampfhandlungen bereit zu machen. Die italienischen Kriegsziele bestanden darin, parallel zu Deutschland zu kämpfen, den Balkan zu kontrollieren, einen Landweg nach Italienisch-Ostafrika zu errichten und den Zugang zu Spanien und dem Schwarzen Meer zu sichern.

### Italienische Seeverbindungen
Am 11. April äußerte der Generalstabschef der Marine, Admiral Domenico Cavagnari, seine Zweifel an der Möglichkeit eines offensiven Vorgehens gegen einen Gegner, der die Verluste viel schneller ersetzen könnte als Italien. Mit einer defensiven Strategie in den Krieg zu ziehen, war ein Novum und am Ende des Krieges könnte Italien ohne territoriale Gewinne, ohne Marine und ohne Luftwaffe dastehen. Die Marine plante, ihre Kräfte zu konzentrieren, um ein Maximum an Feuerkraft zu erzeugen, was den Schutz der Handelsschifffahrt, außer in seltenen Fällen, ausschloss. Mit den Franzosen im Westen und den Briten im Osten war es unmöglich, Schiffe von Italien nach Libyen zu geleiten. Mussolini wischte diese Bedenken beiseite, indem er einen Krieg von drei Monaten Dauer prophezeite. Erst am 10. Juni ordnete Mussolini an, dass die militärischen Kräfte in italienisch Libyen für Offensivoperationen verstärkt werden und die Marine die Nachschubwege im zentralen Mittelmeer schützen sollte.
1940 verfügte die Marine über zwei modernisierte Schlachtschiffe und 19 Kreuzer, um der britischen und französischen Mittelmeerflotte zu begegnen, die aus drei Flugzeugträgern, elf Schlachtschiffen und 23 Kreuzern bestand. Dies entsprach einer Überlegenheit von 4:1 in Bezug auf die Tonnage und konnte nach Belieben von außerhalb des Mittelmeeres verstärkt werden. Die britischen Schiffe waren in Gibraltar und Alexandria stationiert, die französischen in Toulon und Bizerte. Und die italienischen befanden sich in Neapel und Tarent, mit kleinen Kräften in sizilianischen Häfen. Die italienischen Streitkräfte konnten zwar geschlossen durch die Straße von Messina fahren, gleichzeitig bot diese Engstelle die ideale Gelegenheit für einen Hinterhalt.

### Luftstreitkräfte
Die italienische Marineführung hatte sich nach dem Ersten Weltkrieg für die Beibehaltung einer Marineluftwaffe eingesetzt, verlor aber nach der Gründung der Regia Aeronautica im Jahr 1923 die Kontrolle über die Marinefliegerei. Die Befürworter einer landgestützten Luftwaffe lehnten die Vorzugsstellung der Marine, für Flugzeugträger zugunsten von landgestützten Flugzeugen ab, da diese alle Anforderungen der Marineluftstreitkräfte erfüllten. Die Regia Aeronautica verfolgte die Theorie von unabhängigen Luftoperationen „nach eigenen Regeln“ und berücksichtigte die Bedürfnisse der italienischen Marine nur unzureichend. Die vielversprechenden Torpedo-Experimente von 1918 bis 1922 wurden ignoriert und selbst mit Experimenten 1938 nach dem Beispiel des britischen Fleet Air arms scheiterte die Marine bei dem Versuch die Kontrolle über eine Torpedobomberstreitmacht zu erlangen.

## Auftakt

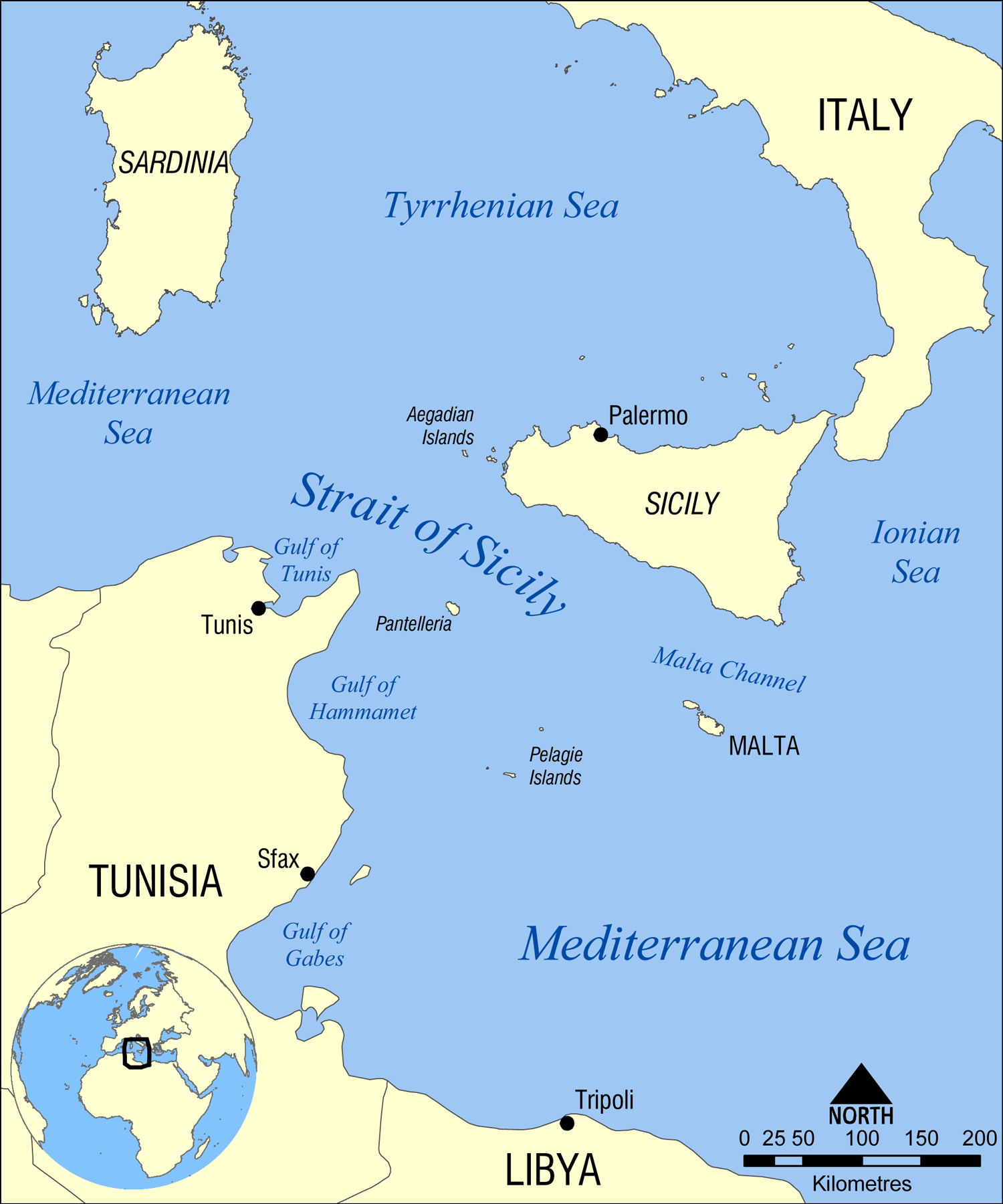
Die Straße von Sizilien

### Italienische Marine-Operationen
Am 10. Juni 1940 erklärte Italien Großbritannien und Frankreich den Krieg. Badoglio erwartete einen britischen Vorstoß nach Kyrenaika unter Führung von Panzertruppen. Am 11. Juni führten die 3. und 7. Kreuzerdivision eine Patrouille in der Straße von Sizilien durch. Am nächsten Morgen wurden zwei britische Kreuzer südlich von Kreta gesichtet, die nach Westen fuhren. Daher wurden die 3. Kreuzer Division und zwei Zerstörer Geschwader entsandt, um die Route nach Malta zu überwachen. Das 1. und 8. Kreuzergeschwader patrouillierte im Ionischen Meer und zwei Zerstörer Geschwader kreuzten zwischen Sizilien und Malta. Am 12. Juni wurde ein italienischer Flottentrawler der Giovanni-Berta-Klasse vor Tobruk von zwei britischen Kreuzern und vier Zerstörern versenkt. Und das italienische U-Boot Alpino Bagnolini versenkte die Calypso südlich von Kreta. Vom 11. Juni bis zum 16. August baggerte die Spezialeinheit Orata Group die sieben britischen Seekabel vom Meeresgrund um Malta aus und entfernte Tausende von Metern Kabel, um zu verhindern, dass sie wieder angeschlossen werden konnten.
Die Schwierigkeit, Frachtschiffe nach Tobruk zu eskortieren, führte zu der Entscheidung, Kriegsschiffe einzusetzen. Am 19. Juni lief das U-Boot Zoea mit Munition nach Tobruk aus. Am nächsten Tag verließ ein Zerstörer Geschwader Augusta in Richtung Bengasi, um Truppen und Panzerabwehrkanonen zu liefern. Am 25. Juni verließ ein Konvoi mit Geleitschutz Neapel in Richtung Tripolis mit 1.727 Soldaten und Versorgungsgütern. Das U-Boot Bragadin fuhr mit Ausrüstung für den Flugplatz von Tobruk nach Libyen. Die italienischen Zerstörer der Turbine-Klasse des 2. Zerstörer Geschwaders, Espero Zeffiro und Ostro unter dem Kommando von Enrico Baroni, wurden aufgrund ihrer hohen Geschwindigkeit 36 kn (67 km/h) und ihrer Ladekapazität für den Transport von Panzerabwehreinheiten ausgewählt.
Zwei kleinere Begleitschiffe aus der Zeit des Ersten Weltkriegs, die Pilo und die Giuseppe Missori mit 52 Soldaten und zusätzlichem Nachschub, verließen Tarent einige Stunden später unabhängig voneinander in Richtung Tobruk.

### Operation MA 3
Am 27. Juni sollten fünf Zerstörer von Alexandria aus zur U-Boot-Bekämpfung in der Nähe der ionischen Insel Kythira auslaufen. Anschließend sollten sie nach Malta weiterfahren, um engen Geleitschutz für die Konvois MF 1 und MS 2 nach Alexandria zu bilden. Nachrichtendienstliche Erkenntnisse über italienische U-Boote führten dazu, dass die Suche durch die Straße von Kasos östlich von Kreta, dann nach Norden und von dort an Kythira vorbei nach Malta umgeleitet wurde. Sunderland-Flugboote der 201. Aufklärungsgruppe die in Malta stationiert waren, sollten mit den Marineeinheiten im Ionischen Meer zusammenarbeiten. Das Passagierschiff El Nil, das bei der italienischen Kriegserklärung von Marseille nach Ägypten unterwegs war, die Knight of Malta und das internierte italienische Schiff Rodi in Malta, bildeten bei Operation MA 3 den schnellen Konvoi MF 1. Fünf langsamere Schiffe, die Zeeland, die Kirkland, die Masirah, die Novasli und die Tweed, die Schiffsvorräte für Alexandria transportierten, bildeten den langsamen Konvoi MS 1. MF 1 transportierte Zivilisten, die aus Malta evakuiert werden sollten, weshalb die gesamte Mittelmeerflotte im Rahmen der Operation MA 5 zu deren Schutz auslaufen sollte. Der Konvoi AS1 mit sieben Schiffen sollte von den Dardanellen nach Ägypten fahren. Vier Schiffe kamen von Saloniki, Piräus und İzmir. Sie wurden von den leichten Kreuzern Capetown und Caledon des 3. Kreuzergeschwaders und den Zerstörern Garland, Nubian, Mohawk und Vampire begleitet, die von Kap Helles in See gestochen waren.
Der Zeitpunkt der Abfahrten wurde so gewählt, dass sich die drei Konvois am 30. Juni an der Position K (35°N, 22°O) südlich von Kap Matapan, etwa auf halbem Weg zwischen Malta und Alexandria, befinden würden. Fünf Kreuzer des 7. Kreuzergeschwaders, die 1. Kreuzerdivision und die 2. Kreuzerdivision, sollten sich westlich von Kreta in der Nähe der Position K einfinden.
Das 1. Schlachtgeschwader unter dem Kommando von Konteradmiral Henry Pridham-Wippell bestehend aus der Royal Sovereign, der Ramillies, dem Flugzeugträger Eagle und der 2. Zerstörerflottille sollte sich südwestlich von Kreta, ebenfalls in der Nähe von Position K, bereithalten, um notfalls einzugreifen. Am 26. Juni um 18.00 Uhr verließen die Caledon, die Garland und die Vampire Alexandria, um sich am nächsten Tag mit der Capetown, der Nubian und der Mohawk auf dem Weg zu den Dardanellen zu vereinigen. Im Morgengrauen des 27. Juni verließen die fünf Schiffe der 2. Zerstörerflottille Alexandria und um 11.00 Uhr lief das 7. Kreuzergeschwader in Richtung Position K aus.
Bei Sonnenuntergang befand sich die 2. Zerstörerflottille bestehend aus der Voyager, der Dainty, der Decoy, der Defender und der Ilex 200 Seemeilen (370 km) nördlich von Alexandria. Um 18:28 Uhr entdeckte die Flottille 100 Seemeilen (185 km) südöstlich von Kreta ein U-Boot, die Console Generale Liuzzi, das schnell abtauchte. Vier der Zerstörer griffen mit Wasserbomben an und nach dem fünften wurde ein Ölteppich gesichtet, den die Dainty verfolgte. Das U-Boot war durch die Wasserbomben schwer beschädigt worden und musste schließlich auftauchen. Nach einer neunzigminütigen Jagd wurde das U-Boot in einer Entfernung von 2 km wieder gesichtet und zwei Zerstörer feuerten auf das U-Boot. Ein weißes Licht wurde als Zeichen der Kapitulation gedeutet. Die Dainty näherte sich und begann, zusammen mit anderen Zerstörern, Boote zu Wasser zu lassen, um Überlebende aufzunehmen.

## Das Gefecht

Am 28. Juni um 12:10 Uhr wurden die italienischen Zerstörer von einer Sunderland des Geschwaders 228 etwa 50 Seemeilen (93 km) westlich von Zakynthos gesichtet. Und etwas später etwa 150 Seemeilen (278 km) von Position K. Die Besatzung der Sunderland gab keinen Kurs an, doch wurde angenommen, dass die italienischen Schiffe auf Kythira zusteuerten. Um 16:10 Uhr schwenkte das 7. Kreuzergeschwader nach Norden, um die italienischen Schiffe abzufangen. Um 16:40 Uhr immer noch auf einem südlichen Kurs wurden sie von einer weiteren Sunderland 35 Seemeilen (65 km) von der Orion entfernt gesichtet. Tovey befahl eine Wende nach Südwesten und eine Erhöhung der Geschwindigkeit auf 25 kn (46 km/h). Die Briten fuhren jetzt auf einem Kurs von 180°. Die Orion, die Neptune und die Sydney, befanden sich an Steuerbord, die Liverpool und die Gloucester, 5 Seemeilen (9 km) von ihnen entfernt, an Backbord.

Die italienischen Zerstörer fuhren mit hoher Geschwindigkeit in Richtung Südosten, als sie gegen 18:30 Uhr von der Liverpool 100 Seemeilen (190 km) nördlich von Tobruk gesichtet wurden. Drei Minuten später begann die Liverpool aus einer Entfernung von 16 km auf die Italiener zu feuern. Obwohl die italienischen Schiffe nominell schneller waren als die Briten führte ihr Alter, ihre schwere Ladung und der Seegang dazu, dass die britischen Schiffe langsam aufholten. Die Italiener waren überrumpelt worden und konnten wegen ihrer Decksladungen keine Torpedos abfeuern. Aber durch den Einsatz von dichtem Rauch waren sie schwer zu treffen. Außerdem wurde es dunkel und die Schiffe fuhren dem Nachglühen der Sonne entgegen. Um 19:05 Uhr meldete die Neptune Torpedos, worauf die britischen Schiffe ihren Kurs änderten, um ihnen auszuweichen. Die Liverpool und die Gloucester konzentrierten ihr Feuer auf die Espero und gegen 19:20 Uhr hatten sie den Abstand auf 13 km verringert. Baroni erkannte, dass seine Schiffe dem Untergang geweiht waren und beschloss, die Espero zu opfern, um den beiden anderen Schiffen die Flucht zu ermöglichen.
Mit einsetzender Dunkelheit brach Tovey die Verfolgung ab und befahl der Sydney, die Espero endgültig außer Gefecht zu setzen. Nachdem sie aus einer Entfernung von 5 km zwei Mal von der Espero getroffen wurde, erwiderte sie das Feuer mit vier Salven. Daraufhin begann die Espero zu brennen und um 20:35 Uhr näherte sich die Sydney bis auf 1.829 m achteraus dem Zerstörer. Um 20:40 Uhr hatte die Espero eine Schlagseite von etwa 90° und begann bei 35°18′N 20°8′O zu sinken. Die Sydney ließ ihre Boote zu Wasser, um Überlebende zu retten. Die Anwesenheit italienischer U-Boote führten dazu, dass die Rettungsaktion um 22:19 Uhr beendet wurde. Von den 179 Besatzungsmitgliedern starben 132 darunter Baroni der posthum mit der Medaglia D’Oro ausgezeichnet wurde. Die beiden anderen Zerstörer reichten am 29. Juni unbeschadet Bengasi.

## Nachwirkungen
Das Gefecht, das etwa zwei Stunden und zehn Minuten dauerte, hatte deutlich gemacht, dass ein Seegefecht bei Tageslicht auf große Entfernung wahrscheinlich keinen klaren Sieger hervorbringen würde und äußerst munitionsverschwendend war. So feuerte das 7. Kreuzergeschwader etwa 5.000 Granaten ab, was den Munitionsmangel in Alexandria, wo nur 800 152-mm-Granaten vorrätig waren, noch verschärfte. Dieser Mangel und die Gefahr durch italienische U-Boote führten dazu, dass anstehende Konvois nach Malta verschoben werden mussten.